# Guijo de Galisteo
Pour les articles homonymes, voir Guijo (homonymie) et Galisteo (homonymie).
Guijo de Galisteo est une commune de la province de Cáceres dans la communauté autonome d'Estrémadure en Espagne.

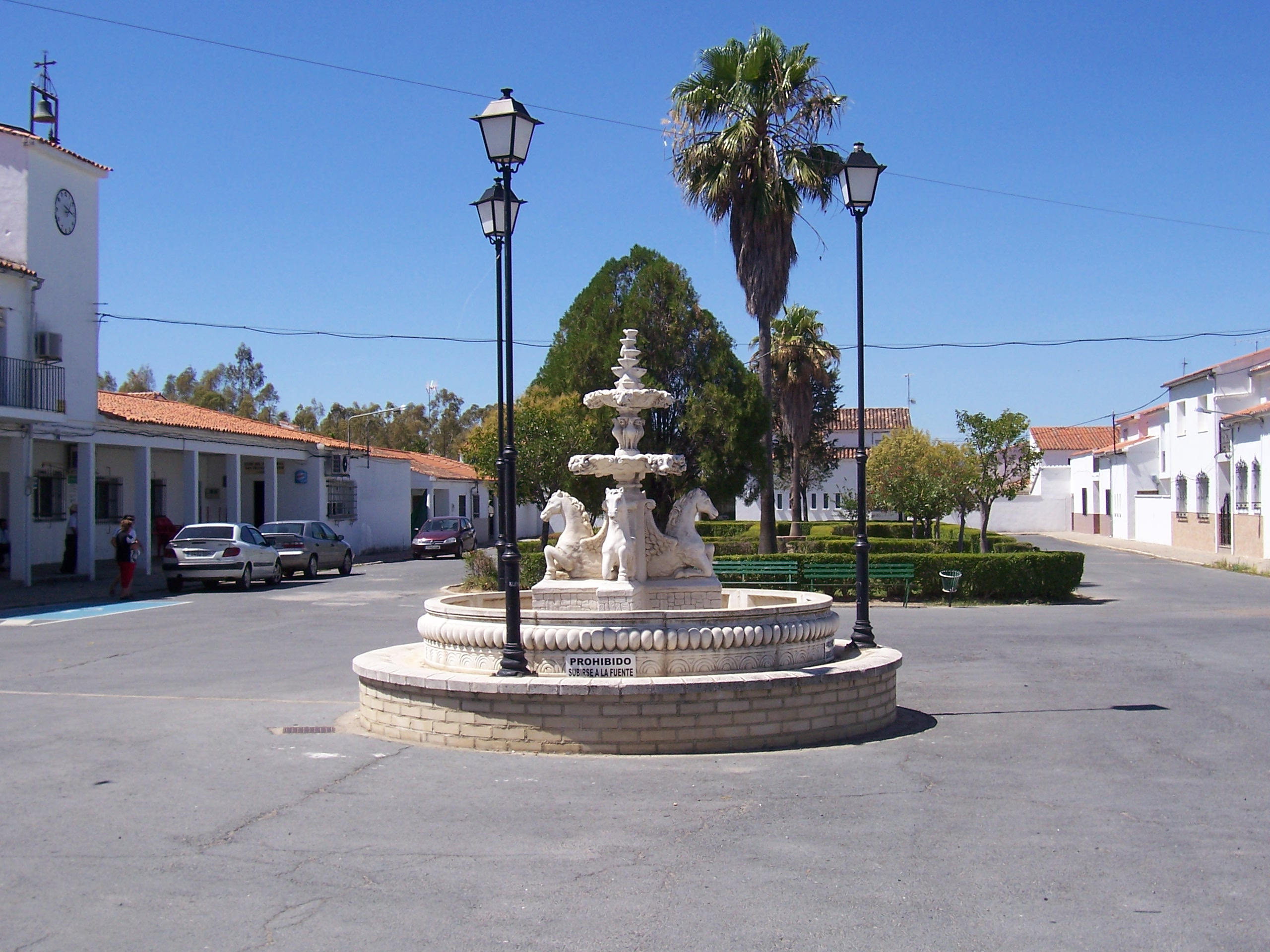
Fontaine sur la place Valrio